# Józef Piłsudski (moneta kolekcjonerska 50 000 złotych)
Józef Piłsudski – moneta kolekcjonerska o nominale 50 000 złotych, wybita w srebrze, stemplem lustrzanym, z datą 1988, wyemitowana przez Narodowy Bank Polski dnia 25 października 1988 r. zarządzeniem z 14 października 1988 r. Z formalnego punktu widzenia, przestała być prawnym środkiem płatniczym z dniem denominacji z 1 stycznia 1995 roku, rozporządzeniem prezesa Narodowego Banku Polskiego z dnia 18 listopada 1994 (M.P. z 1994 r. Nr 61, poz. 541).
Moneta upamiętniała 70. rocznicę odzyskania przez Polskę niepodległości.
Zaliczana jest do serii tematycznej Wielcy Polacy.

## Awers
W centralnym punkcie umieszczono godło – orła bez korony, po bokach orła rok 1988, dookoła napis „POLSKA RZECZPOSPOLITA LUDOWA”, na dole napis „ZŁ 50000 ZŁ”, a pod łapą orła znak mennicy w Warszawie.

## Rewers
Na tej stronie monety znajduje się lewy profil Józefa Piłsudskiego, powyżej, wzdłuż obrzeża napis „70 ROCZNICA ODZYSKANIA NIEPODLEGŁOŚCI”, poniżej napis „JÓZEF PIŁSUDSKI”, na dole, z prawej strony monogram projektanta.

## Nakład
Monetę bito w Mennicy Państwowej, w srebrze próby 750, stemplem lustrzanym, na krążku o średnicy 35 mm, masie 19,3 grama, z rantem gładkim, w nakładzie 20 000 sztuk, według projektów:
- Stanisławy Wątróbskiej-Frindt (awers) oraz
- Jana Bohdana Chmielewskiego (rewers).

## Opis
Razem z typem obiegowo-okolicznościowym są pierwszymi monetami z Józefem Piłsudskim wybitymi po II wojnie światowej.

## Powiązane monety
Istnieje również wersja obiegowo-okolicznościowa tej monety wybita stemplem zwykłym, w nakładzie 1 000 000 sztuk.

## Wersje próbne
Istnieje wersja tej monety należąca do serii próbnej w niklu z wypukłym napisem PRÓBA, wybita w nakładzie 500 sztuk. Jest to ta sama moneta próbna co dla wersji obiegowo-okolicznościowej.
Katalogi informują również o istnieniu wersji próbnej technologicznej w srebrze w nieznanym nakładzie.